# Baldwin z Pizy
Baldwin z Pizy (zm. 25 maja 1145) – włoski kardynał, cysters, arcybiskup Pizy. W swoim zakonie jest czczony jako błogosławiony.

## Życiorys
Baldwin pochodził z Pizy i był mnichem cysterskim w Clairvaux. W 1133 towarzyszył Bernardowi z Clairvaux w podróży do Włoch, gdzie spotkał papieża Innocentego II. W 1136 został przeorem klasztoru w Chiaravalle (obecnie dzielnica Mediolanu). Prawdopodobnie w tygodniu kwartalnym w marcu 1137 został wyniesiony do rangi kardynała prezbitera Santa Maria in Trastevere (S. Mariae fudentis oleum). Jego podpis, jako kardynała, widnieje na bullach Innocentego II z 16 kwietnia 1137, 17 kwietnia 1137, 6 maja 1137, 7 czerwca 1137, 30 czerwca 1137 i 12 kwietnia 1138. Latem 1137 był członkiem komisji kardynalskiej badającej legalność wyboru subdiakona Rainalda z Toskanii na opata Monte Cassino. Między 12  a 22 kwietnia 1138  został konsekrowany na arcybiskupa Pizy, opuszczając tym samym szeregi Kolegium Kardynałów.
W bulli z dnia 22 kwietnia 1138 Innocenty II nadał nowo mianowanemu arcybiskupowi Baldwinowi godność legata papieskiego na całą Sardynię oraz podporządkował mu jako sufraganie diecezję Massa Marittima, sardyńskie diecezje Galtelli i Castelsardo oraz korsykańskie diecezje Ajaccio, Aleria i Sagona. W tym samym roku papież delegował Baldwina oraz biskupa św. Attona z Pistoi (zm. 1153) do rozstrzygnięcia sporu między kanonikami pizańskimi a opatem S. Rossore, o czym wiadomo z sentencji arcybiskupa z 16 listopada 1138. 19 lipca 1139 uzyskał od króla niemieckiego Konrada III potwierdzenie stanu posiadania swojej archidiecezji. W latach 1140–1143 poświadczony jest konflikt jurysdykcyjny Baldwina z biskupem Lukki o kościół S. Maria in Travalda, który zakończył się dopiero po interwencji papieża Innocentego II i wydelegowaniu przez niego biskupa Attona z Pistoia do rozstrzygnięcia sprawy.
Baldwin aktywnie angażował się w wewnętrzne konflikty na Sardynii, gdzie popierał Gonario z Porto Torres, władcę Logudoro, przeciwko władcy Arborei Comita. 10 listopada 1144 w obecności Baldwina władze miejskie Pizy uroczyście zaprzysięgły sojusz z Logudoro przeciwko Arborei, a niedługo potem arcybiskup ekskomunikował Comitę, co zatwierdził papież Eugeniusz III.
Arcybiskup Baldwin występuje po raz ostatni w dokumencie datowanym 20 stycznia 1145. Jego zgon odnotowano we współczesnym nekrologu klasztoru S. Savino w Piacenzy pod datą 25 maja, ale bez podania roku, zważywszy jednak, że w dokumentach wydanych między 15 października 1145 a lutym 1146 wskazywano na wakat na stanowisku arcybiskupa pizańskiego, w grę wchodzi jedynie rok 1145.

## Kult
W zakonie cysterskim Baldwin jest czczony jako błogosławiony, z dniem wspomnienia przypadającym 6 października.